# Sheriff Callie's Wild West
Sheriff Callie's Wild West (Callie no Oeste (título em Portugal) ou A Xerife Callie no Oeste (título no Brasil)) foi uma série animada musical de ação e comédia canadense-estadunidense. A série foi criada por George Evelyn, Holly Huckins, Denis Morella, Steven DeNure, Kim Wilson e Dr. Lynn Oldershaw e produzida pela The Canadian Broadcasting Corporation, Wildbrain, Decode Entertainment e Disney Junior Originals. A animação CGI foi feita pela Harefoot Productions. Nos Estados Unidos, a série estreou no Disney Junior em 20 de janeiro de 2014, com uma prévia de de 11 minutos exibida no "Magical Holidays on Disney Channel", em 13 de dezembro de 2013. A série utiliza elementos de gêneros, como o Faroeste com temas como "Dar-se bem uns com os outros".
Em 18 de novembro de 2014, a série foi renovada para uma segunda temporada. Em Portugal, a série estreou no canal Disney Junior em 17 de maio de 2014. No Brasil, a série começou a ser exibida pelo canal Disney Channel em 16 de junho. Foi exibida também dentro do bloco Mundo Disney, no SBT. 

## Enredo
Em uma cidade no Velho Oeste chamada Recanto Amigável Feliz, todos os habitantes são animais antropomórficos. Todos eles se dão bem e são amigos uns dos outros. No entanto, há momentos em que os habitantes da cidade entram em problemas ou não se dão bem uns com os outros. A série é sobre a Xerife Callie, uma gata que ao lado de seus amigos Bico, o Sub-Xerife, um pica-pau vermelho que cuida da cadeia da cidade e Toby, um cacto Saguaro. Juntos, todos eles resolvem os problemas e ensinam ao povo da cidade à se darem bem uns com os outros enquanto trabalham duro para tornar a cidade mais amigável no oeste.

## Desenvolvimento
"Davy sempre fez a coisa certa, mas depois ele se virar e se tornar um super-herói de ação - e isso é Callie. Ela vai moralizar e ensinar boas ética social, mas quando é hora de saltar sobre um cavalo e laçar um tornado, ela faz isso."

George Evelyn, o criador da série descrevendo sobre a personalidade e o papel de Callie
A série foi anunciada em 2011, sob o título "Oki's Oasis" durante o Summer Television Critics Association com Mandy Moore dublando a personagem principal, retratada como uma gata branca e cinza. A série foi anunciada para ser lançada no final de 2013 mas foi adiada para estrear em 20 de janeiro de 2014, devido a várias alterações no nome e personagens. O nome foi mudado, porque possivelmente, tinha a ver com o fato de que "Oki" e "Kiko," os nomes originais da Xerife Callie e Toby, eram nomes japoneses que não seriam muito apropriado em um série ambientada no Velho Oeste. (Kiko foi alterado para Quico, já que são apelidos para Francisco e Frederico em espanhol). Em 18 de novembro, o site oficial foi lançado com a informação dos personagens e minijogos.
Em uma entrevista com Holly Huckins, George Evelyn e Denis Morella para à TV Guide, Huckins disse que "Se divertimos muito falando de todos os dispositivos clássico de vaqueiro — de tornados, tumultos e gados, e do tiroteio de Meio-dia — e torná-lo um garoto apropriado para ensinar lições sobre compartilharmento, perdão e boas maneiras,". Morella também afirmou que "Há até um bar! "Mas não há bebidas alcoólicas e não há bêbados assustadores e desordeiros." Ela também declarou que "Ella a vaca, que dirige o estabelecimento, serve Milk-Shakes, suco de frutas e outras coisas — mas ainda deslizamos essas bebidas para baixo, como nos velhos filmes de faroeste!" A equipe também afirmou que a série foi inspirada em vários filmes de faroeste e séries como The Andy Griffith Show, Green Acres, Quick Draw McGraw a clássica série de 1950 da Disney Davy Crockett. "Fizemos a nossa pesquisa e descobrimos que o verdadeiro Velho Oeste não era nem de longe tão selvagem e assustador como a mitologia do pistoleiro ultra-violenta de Hollywood que querem que acreditemos," Evelyn disse. "O Faroeste foi estabelecido, principalmente por pessoas que tinham a intenção de obedecer as regras, as pessoas que iam a distância para ajudar uns aos outros — e esta é a cidade Recanto Amigável Feliz!"
Lucas Grabeel, o dublador de Bico o Sub-Xerife declarou em uma entrevista que a "Xerife Callie sempre vem no último minuto e salva o dia e ensina a todos uma lição muito valiosa." Ele também disse que "As crianças que assistem a série não só vai ouvir uma canção do país de origem a cada episódio, mas eles também vão aprender uma lição muito simples, mas muito valiosa." Grabeel disse que "Eu sempre amei fazer vozes bobas." e que "Esta é a minha primeira vez na série, de modo que foi definitivamente uma mudança. Mesmo que eu tinha dublado no passado, eu ainda estava um pouco nervosa sobre como eu iria me sair. Mas a família que cerca a xerife Callie no Oeste acolheu um grupo morno, de veteranos e pessoas muito experientes de dubladores. Eles me acolheram e disse: Você é boa, apenas confie em si mesmo. "Eles estavam certos. Foi muito bom fazer parte dela."

## Personagens
| Brasil      | Personagem                                                            |
| Callie      | Uma gatinha, xerife do Recanto Amigável e Feliz.                      |
| Bico        | Um passarinho vermelho, sub-xerife, melhor amigo de Toby e da Xerife. |
| Toby        | Um cacto, amigo de Bico e da Xerife.                                  |
| Castores    | São três castores, que cantam durante a história                      |
| Brilhoso    | O cavalo da xerife. Corre mais que um trem                            |
| Clementina  | A mulinha de Bico                                                     |
| Tio Coelhão | Um coelho dono do armazém da cidade                                   |
| Ella        | Uma vaca, dona do Saloon, onde todos vão para tomar leite             |
| Priscilla   | Uma gambá vaidosa dona de uma loja de roupas                          |
| Doutoro     | Um pato, doutor                                                       |
| Gambão      | Um gambá primo de Priscilla                                           |
| Dam Sujão   | Um porco azul, irmão mais novo de Dam Poeira                          |
| Dam Poeira  | Um porco azul, irmão mais velho de Dam Sujão                          |
| Sr. Tutu    | Um tatu que trabalha como ferreiro                                    |
| Sr. Tortuga | Uma tartaruga velha                                                   |

## Episódios

### 1ª Temporada (2014)
| #  | Título                                                | Dirigido por | Escrito por | Exibição original       | Código de produção | Audiência (em milhões) |
| -- | ----------------------------------------------------- | ------------ | ----------- | ----------------------- | ------------------ | ---------------------- |
| 1  | "Horseshoe Peck / Callie's Gold Nugget"               | ASD          | ASD         | 20 de janeiro de 2014   | 101                | 1.35                   |
| 2  | "The Train Bandits / A Dirty Dusty Apology"           | ASD          | ASD         | 20 de janeiro de 2014   | 115                | 1.42                   |
| 3  | "Tricky Trouble / Toby's Untrue Achoo!"               | ASD          | ASD         | 21 de janeiro de 2014   | 108                | 0.88                   |
| 4  | "Stagecoach Stand-Ins / Gold Mine Mix-Up"             | ASD          | ASD         | 22 de janeiro de 2014   | 119                | 0.91                   |
| 5  | "O Rato Canguru Pestinha / Cattle Overdrive"          | ASD          | ASD         | 23 de janeiro de 2014   | 114                | 1.07                   |
| 6  | "Sparky's Rival / Jail Crazy"                         | ASD          | ASD         | 24 de janeiro de 2014   | 116                | 0.68                   |
| 7  | "Toby Gets Nosy / Peck Takes it Back"                 | ASD          | ASD         | 27 de janeiro de 2014   | 102                | 0.94                   |
| 8  | "Sparky's Lucky Day / Peck's Bent Beak"               | ASD          | ASD         | 28 de janeiro de 2014   | 103                | 1.10                   |
| 9  | "Babá de Vaquinha / Callie's Blue Jay Blues"          | ASD          | ASD         | 29 de janeiro de 2014   | 105                | 0.92                   |
| 10 | "Peck's Darling Clementine / Lasso Come Home"         | ASD          | ASD         | 30 de janeiro de 2014   | 107                | 0.83                   |
| 11 | "Twist and Shout / Calamity Priscilla"                | ASD          | ASD         | 31 de janeiro de 2014   | 111                | 1.00                   |
| 12 | "King Stinky / Abigail's Extra Big Story"             | ASD          | ASD         | 3 de fevereiro de 2014  | 112                | 0.97                   |
| 13 | "Horsefeathers / My Brother's Sleeper"                | ASD          | ASD         | 4 de fevereiro de 2014  | 117                | 0.94                   |
| 14 | "Callie Asks for Help / Peck's Trail Mix Mix-Up"      | ASD          | ASD         | 6 de fevereiro de 2014  | 104                | 0.82                   |
| 15 | "Priscilla's Lost Love Bird / Callie's Cowgirl Twirl" | ASD          | ASD         | 14 de fevereiro de 2014 | 106                | 1.32                   |
| 16 | "The Pie Thief / Fool for Gold"                       | ASD          | ASD         | 7 de março de 2014      | 120                | 1.53                   |
| 17 | "Peck and Toby's Big Yarn / My Fair Stinky"           | ASD          | ASD         | 8 de abril de 2014      | 109                | 1.78                   |
| 18 | "Parroting Pedro / Toby Gets the Scoop"               | ASD          | ASD         | 23 de maio de 2014      | 121                | 1.48                   |
| 19 | "Here Comes the Sun / Bug Trouble"                    | ASD          | ASD         | 6 de junho de 2014      | 113                | 2.03                   |
| 20 | "Moustache Toby / Doc's Cheatin' Chili"               | ASD          | ASD         | 20 de junho de 2014     | 122                | 2.30                   |
| 21 | "The Prickly Pair / Crystal Cave Caper"               | ASD          | ASD         | 29 de agosto de 2014    | 123                | 1.20                   |
| 22 | "Toby Braves the Bully / The Tumbling Tumbleweed"     | ASD          | ASD         | 4 de outubro de 2014    | 110                | 1.97                   |
| 23 | "Hike to Wish Mountain / Rhymin' Rodeo"               | ASD          | ASD         | 5 de dezembro de 2014   | 118                | 1.04                   |

### 2ª Temporada (2015)
| # (série) | # (temp.) | Título                  | Dirigido por | Escrito por | Exibição original      | Código de produção | Audiência (em milhões) |
| --------- | --------- | ----------------------- | ------------ | ----------- | ---------------------- | ------------------ | ---------------------- |
| 24a       | 1a        | "Boots or Consequences" | ASD          | ASD         | 12 de setembro de 2015 | 201                | ASD                    |

## Música
A série conta com músicas ocidentais e canções inspiradas no pop country para Apalaches. A abertura da série foi performada por Mandy Moore. Evelyn disse que "Mandy Moore fez um excelente trabalho em Tangled e estamos muito contentes em tê-la conosco. Ela é a voz perfeita para Callie — doce quando ela precisa ser, e corajosa com atitude quando necessário."